# Elena Krivochei
Elena Anatolievna Krivochei (née le 1er février 1977) est une gymnaste rythmique russe.

## Biographie
Elena Krivochei remporte aux Jeux olympiques d'été de 1996 à Atlanta la médaille de bronze par équipe avec Olga Chtyrenko, Irina Dziouba, Anguelina Iouchkova, Ioulia Ivanova et Evguenia Bochkareva.

## Palmarès

### Jeux olympiques
- Atlanta 1996
  -  médaille de bronze par équipe.

### Championnats du monde
- Paris 1994
  -  médaille d'or par équipe.